# Leptotyphlops distanti
Espèce
Synonymes
- Glauconia distanti Boulenger, 1892

Leptotyphlops distanti est une espèce de serpents de la famille des Leptotyphlopidae.

## Répartition
Cette espèce se rencontre en Afrique du Sud, au Swaziland et au Mozambique.

## Description
L'holotype de Leptotyphlops distanti mesure 130 mm dont environ 11 mm pour la queue et dont le diamètre fait environ 2 mm. Cette espèce a le corps uniformément noirâtre.

## Étymologie
Cette espèce est nommée en l'honneur de William Lucas Distant.

## Publication originale
- Boulenger, 1892 : Reptilia and Batrachia. A Naturalist in the Transvaal, p. 174-176 (texte intégral).